# Apogon ognisty
Apogon ognisty (Apogon maculatus syn. Apogon sellicauda) – ryba morska z rodziny apogonowatych. Hodowana w akwariach morskich. 

## Zasięg występowania
Zachodni Atlantyk.

## Opis
Zamieszkują rafy na głębokościach od 0 – 128 m. Osiągają ok. 11 cm długości.